# ピオネール宮殿

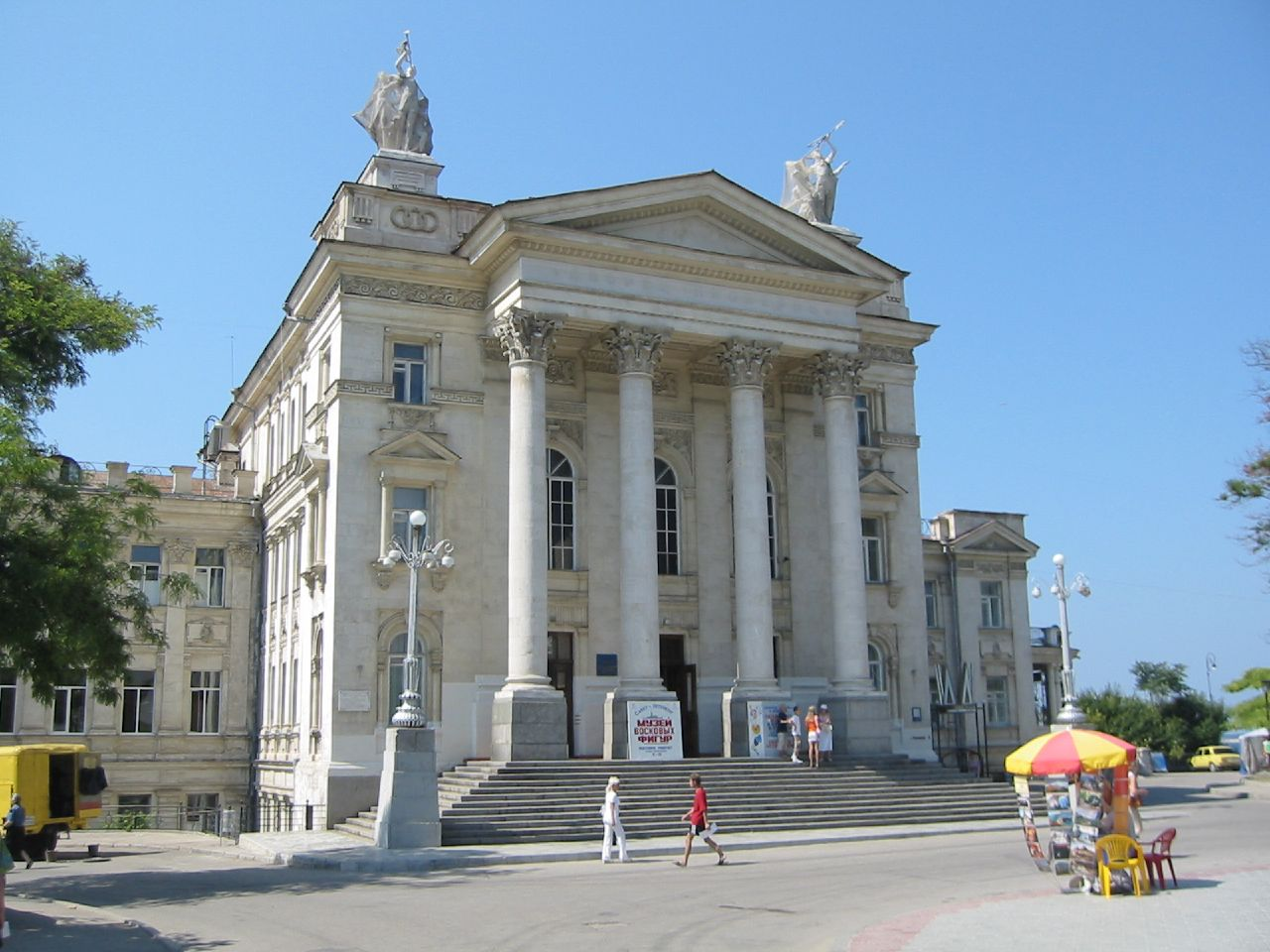
セヴァストポリのビオネール宮殿

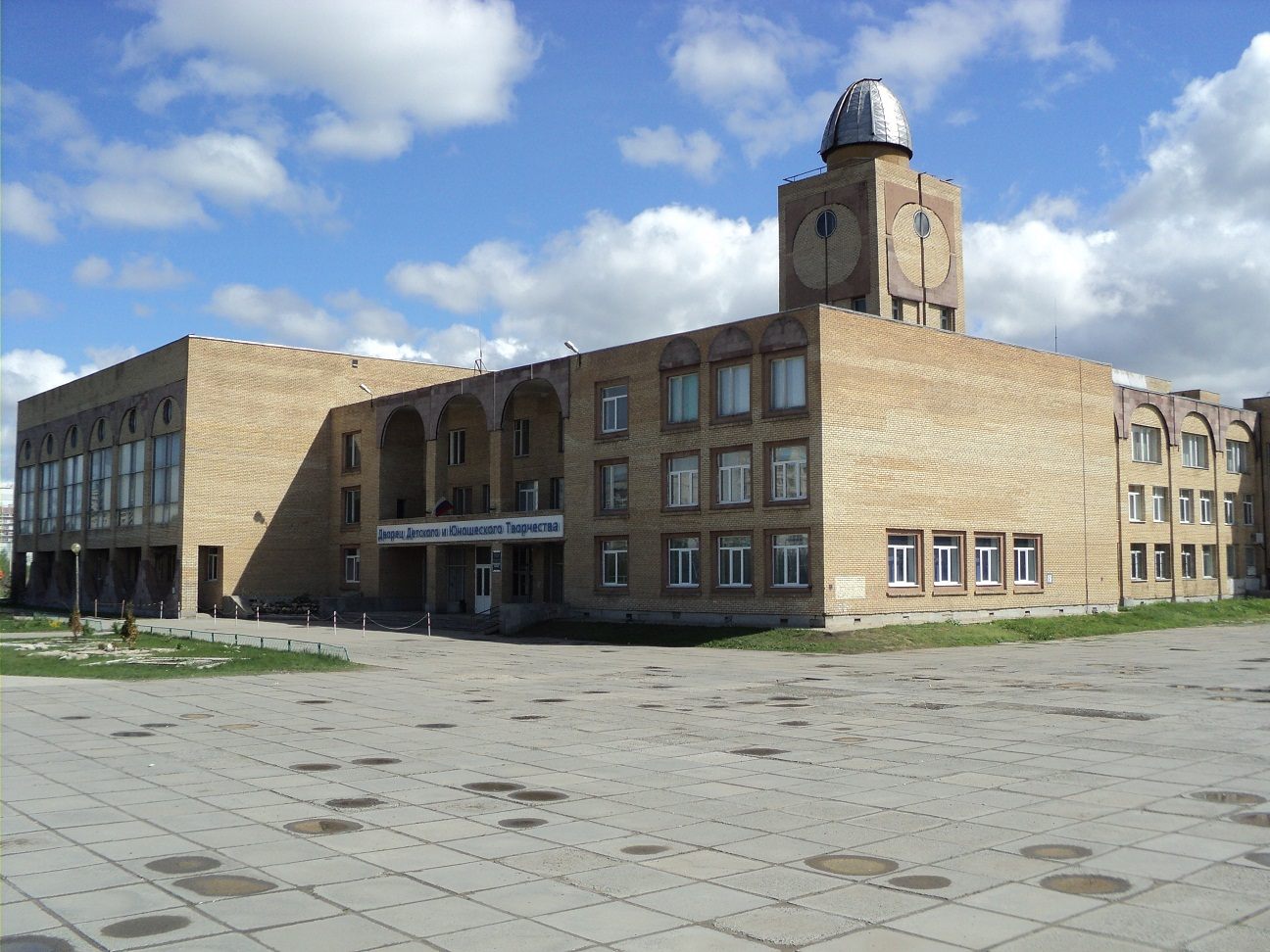
トリヤッチのビオネール宮殿

ピオネール宮殿（ぴおねーるきゅうでん、ロシア語: Дворец пионеров、英文：Pioneers Palace）はソ連全土の各地で作られた子供たちの課外活動用の施設で、ピオネールの子供たちがよく使ったために、こう呼ばれている。学習、運動、音楽などさまざまな活動に盛んに利用された。
現在、その多くは「子供の宮殿」（或いは「チルドレンズ・クリエイティビティ・パレス」「子供創造宮殿」）などの名称に変っているか、活動を停止している。
当時社会主義国の多くでも同様な施設が作られて、中国では「少年宮」（または青少年宮）とよばれていて、現在も活発に利用されている。